# Solo tu
Pour plus de détails, voir Fiche technique et Distribution.
Solo tu est un film français réalisé par Anne Benhaïem et Arnaud Dommerc, terminé en 1997 et sorti en 1998.
Sélectionné en 1997 au Festival Côté court de Pantin, puis en 1998 à Rotterdam et à Cannes (dans la sélection de l'Association du cinéma indépendant pour sa diffusion (ACID)), il obtient une mention spéciale au prix Georges et Ruta Sadoul 1998.

## Synopsis
À Paris, Philippe rencontre Anne et ce n'est pas le coup de foudre. Philippe propose à Anne d'aller en Italie, mais ils s'arrêtent chez la mère d'Anne. Assez vite, Philippe prétend qu'il doit rentrer à Paris pour un hypothétique emploi. Anne reste dans les montagnes, avec sa mère.

## Fiche technique
- Réalisation : Anne Benhaïem et Arnaud Dommerc
- Scénario : Anne Benhaïem et Arnaud Dommerc
- Image : Charles Lehmann
- Son : Hugues Peyret
- Mixage : Stéphane Thiébaut
- Cuisine : Marie-Ève Dadoun, Philippe Suner
- Assistants : Paul Orth, Jean-Marie Larrieu, Bertrand Davasse
- Montage : Anne Benhaïem et Arnaud Dommerc
- Étalonnage : Jean-Louis Caplain
- Production : Anne Benhaïem et Arnaud Dommerc (A.D. Films)
- Pays de production :  France
- Langue originale : français
- Format : couleur — 35 mm — 1,37:1
- Genre : Drame/Comédie
- Durée : 56 minutes
- Dates de sortie :
  -  France : 30 septembre 1998

## Distribution
- Philippe Suner : Le garçon
- Anne Benhaïem : La fille
- Marie-Ève Dadoun : La maman
- Claude Bagarry : L'ami de la maman
- Paul Orth : Le touriste
- Jonas Rosales : Le recruteur
- Arnaud Dommerc : Le fumeur
- Christine Dory : La danseuse
- Et le chien Ténor